# 川喜多長政
川喜多 長政（かわきた ながまさ、1903年（明治36年）4月30日 - 1981年（昭和56年）5月24日）は、映画製作者、輸入業者。国際的映画人として、とくにアジアでは絶大な信用を有した。
妻で長政以上の国際的知名度を持つ「日本映画の母」かしこ、娘の和子（伊丹十三の最初の妻、のちにフランス映画社社長の柴田駿と結婚）とともに「川喜多家の三人」として記憶される。
名の長政は、歴史好きの父がアジアに飛躍するようにと山田長政から付けたとされる。今日も川喜多一族の名は財団法人『川喜多記念映画文化財団』として映画界に燦然と輝いている。同法人は、日本映画の芸術文化の発展に甚大なる功績を残した映画人等に対して毎年「川喜多賞」を贈り表彰していることで有名である。
なお、鎌倉市に所在する邸宅跡は改修され、鎌倉市川喜多映画記念館として2010年4月に開館。土地は川喜多家が市に寄付し、市が5億円をかけて記念館を設立、毎年約3000万円の運営費を市が支払い、川喜多財団が運営している。

## 来歴・人物

### 父の死
陸軍大尉川喜多大治郎と妻こうの次男として東京で生まれる。大治郎は陸軍幼年学校、陸軍士官学校、陸軍大学校を卒業し、第四師団野戦砲兵第四連隊の第一中隊長として日露戦争に従軍。負傷しながらも戦死した大隊長の代わりに指揮をとり、激戦を戦い抜き金鵄勲章を授与された。1906年、清国政府の日本政府への要請により、北洋軍官学校（校長は段祺瑞）の高等兵学教官として中国へ赴任する。
大治郎は家族を日本に残していたが、1908年8月1日に北京の知人宅で病気で寝ていた彼を、日本公使館付憲兵4名が襲撃。2名が入口で見張りに立ち、2名が中庭から家の中の大治郎に向けピストルを発射。ガラス窓を突き破った4発の弾丸で大治郎は射殺される。享年33。軍の機密漏洩の嫌疑で逮捕に訪れた憲兵に抵抗し、射殺されたと、発表される。

### 東和商事設立
1922年、長政は都内屈指の進学校である東京府立四中（現、東京都立戸山高等学校）を卒業後、北京大学に学び更にドイツに留学する。帰国後ウーファ (映画会社)の代理人を経て、1928年に「東和商事」（現東宝東和）を設立。その後、同社に入社したタイピストの竹内かしこ（川喜多かしこ）と結婚し、二人で世界中を買い付けに回る。若き長政は日本最大の映画輸入業者として知られるようになった。

### 中華電影設立まで
1939年、3月に陸軍は長政に日本軍支配地域の映画配給会社の日本側代表を依頼する。日独合作、日中合作映画を製作し配給してきた実績があり、中国語に堪能で、各方面に人脈があったため選ばれたとされる。
長政が大陸に渡る決心をしたのは幾つかの説があり、彼自身は中国との友好の掛け橋となりたいと説明している。また父の死も要因であるとする説もある。また、日独満の協定によりドイツ映画の配給について満州国が独占権を握ったため、これに対抗しようとしたとする説もある。ただ、彼の信条である「中国と日本の映画による友好」の立場で上海にいる以上軍の圧力は避けられず、また中国人からも敵視されるのは覚悟の上での大陸入りといえる。
1939年6月27日に、中華電影股份有限公司（中華電影）が日中合弁で設立されると専務董事の長政は本社を共同租界に置き、映画製作については日本人は入れないとして中国人のプロデューサー張善琨を全面的に信用して彼をトップに据える。

#### 張善琨という男
浙江省の生まれ。上海の大学に学んだ後はやくざ社会を経て上海映画界の大立者となったとされる。プロデューサーとしての手腕を見込んだ長政は彼を信頼し、張は上海の主要な映画人を集め川喜多に協力するよう要請。と同時に国民党（重慶）と連絡を取り、上海映画人たちの中国国内での立場を確保している。（日本人に協力した場合は漢奸とされテロの標的とされても仕方のない為。実際に1940年に中華電影の監督がテロに遭って死亡している。）このため日本と中国の板ばさみで中華電影の作品は「比喩的に日本を非難するか」「全くの娯楽作」というものが多いが、娯楽作は庶民を喜ばせた。長政は彼ら上海の中国人の苦渋と屈辱を考え、最後まで保護をした。

#### 上海の日々
1941年、南京の総司令部より中央の国策に沿う映画を撮るように圧力をかけられた長政は何とかやり過ごす。12月8日、上海の租界全域を日本軍が占領したことでより事態は厳しくなるが、中国人スタッフの多くは長政を信頼し上海映画界に残る。
この後、上海映画界の統合団体の役員に名を連ねるが、1944年には張が憲兵に拘束される。何とか釈放させるが、翌年には張は上海を脱出し重慶へ逃げる。軍の上層部では重慶とのパイプとして張の存在を認めていたが、憲兵にはグレーゾーンとして見られていたため脱出したとされる。敗戦後の長政は家族は先に帰らせると上海での残務整理をしていたが、山口淑子が漢奸とされ処刑されると聞くと、この救出に尽力。1946年、大陸を離れ山口と日本へ戻る。

### 晩年の長政

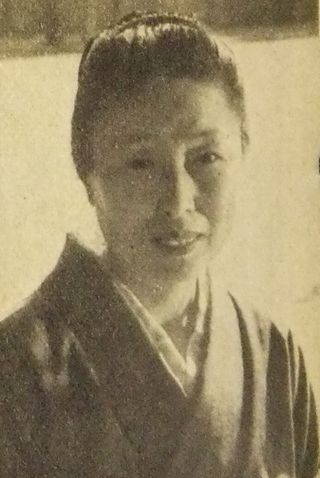
妻・かしこ

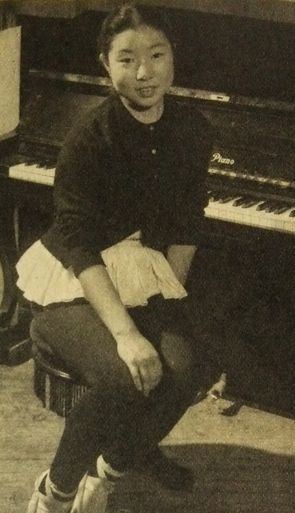
娘・和子

1947年には総司令部より公職追放とされるが、世界中から彼に助けられたユダヤ人や中国人の弁護の声明が出された。1950年には公職へ復帰。これ以降、経営者として辣腕を振るいながら、妻のかしこの世界的な文化事業をバックアップしていく。
- ヴェネツィア国際映画祭に、黒澤明監督の『羅生門』を携えて参加し、グランプリを獲得（川喜多記念映画文化財団はこのように紹介しているが、川喜多長政がヴェネツィア映画祭に出席していないことが判明している）
- 1964年10月28日、藍綬褒章受章
- 1968年3月28日、フランスからレジオンドヌール勲章シュヴァリエ[2][3]
- 1973年11月3日、勲二等瑞宝章受章
- イタリアからイタリア共和国功労勲章コンメンダトーレ

1981年5月24日、肝硬変により78歳で逝去。正四位に叙せられ、銀杯一組が賜与された。

## 備考
張善琨は戦後もアジアの大プロデューサーであったが、東京で客死する。斎場で張を送る長政は「自分（川喜多）は上海にいる時は、いつ、どこで、撃たれて死ぬのかわからないと覚悟していた。そのときは君（張）をはじめ親しい中国の友人たちに護られて葬られるのだと想像していた。その自分が生き残って君を葬ることになるとは」と弔辞を述べたが、多くの参列者はこの二人の会話の意味がわからなかったとされる。1957年の青山斎場での出来事とされる。